# Colonia los Alcanfores
Colonia los Alcanfores är en ort i Mexiko, tillhörande kommunen Zumpango i delstaten Mexiko. Colonia los Alcanfores ligger i den centrala delen av landet och tillhör Mexico Citys storstadsområde. Orten hade 528 invånare vid folkräkningen 2010.